# Tadeusz Nestorowicz
Tadeusz Nestorowicz (ur. 27 października 1928 w Bedlnie, zm. 16 grudnia 1991) – polski ekonomista i polityk, minister handlu zagranicznego (1981–1985).

## Życiorys
Syn Czesława i Marianny. Ukończył w 1950 studia w Wyższej Szkole Ekonomicznej w Szczecinie.
Od 1948 był związany z resortem handlu zagranicznego, od 1956 do 1958 był naczelnikiem wydziału w Ministerstwie Handlu Zagranicznego, w latach 1962–1967 wicedyrektorem departamentu, dyrektorem departamentu (1972–1973). Od 1974 do 1981 pełnił funkcję podsekretarza stanu w ministerstwie (w tym po przemianach w Ministerstwie Handlu Zagranicznego i Gospodarki Morskiej, również jako I zastępca ministra).
W latach 1951–1956 pracował w Centrali Handlu Zagranicznego „Ciech”, od 1958 do 1962 był attaché handlowym w Biurze Radcy Handlowego w Budapeszcie. W okresie 1967–1972 radca handlowy Ambasady PRL w Belgradzie.
W 1962 wstąpił do Polskiej Zjednoczonej Partii Robotniczej. Od 31 października 1981 do 12 listopada 1985 był ministrem handlu zagranicznego w rządzie Wojciecha Jaruzelskiego. Po zakończeniu pracy w rządzie został ambasadorem PRL w Niemczech Zachodnich (1986–1987), po czym pełnił stanowisko zastępcy kierownika wydziału polityki kadrowej Komitetu Centralnego PZPR. Brał udział w obradach Okrągłego Stołu w grupie roboczej do spraw nowego ładu ekonomicznego.
W 1983 wybrany w skład Prezydium Krajowej Rady Towarzystwa Przyjaźni Polsko-Radzieckiej. Odznaczony m.in. Krzyżem Oficerskim Orderu Odrodzenia Polski oraz Srebrnym Orderem "Gwiazda Przyjaźni między Narodami" (NRD, 1986).